# Котбуль
«Котбуль» (англ. Kitbull) — американский короткометражный анимационный фильм 2019 года, снятый Росаной Салливан и ставший её дебютом в качестве режиссёра. Фильм рассказывает о дружбе, возникающей между уличным котёнком и питбулем (отсюда название фильма, склеенное из двух слов). Для студии Pixar он является необычным примером использования двухмерной, а не трёхмерной, анимации. Фильм стал частью цикла короткометражек студии Pixar под названием SparkShorts, на создание которых авторам давалось шесть месяцев и ограниченный бюджет.
Премьера состоялась в кинотеатре «Эль-Капитан» 18 января, на Ютьюбе фильм был выпущен 18 февраля и по состоянию на май 2024 года имеет более 105 миллионов просмотров. В 2020 году фильм номинировался на премию «Оскар» в номинации «Лучший анимационный короткометражный фильм».

## Сюжет
Чёрный уличный котёнок с рыбкой в зубах возвращается домой по улицам Сан-Франциско. По дороге какой-то человек пытается подозвать его, но котёнок убегает. Он живёт в картонной коробке на свалке возле помещения с закрытыми воротами. Однажды он видит, что к пустой конуре рядом с домом человек приводит собаку-питбуля, которого сажают на цепь. Котёнок боится собаку, однако постепенно привыкает к ней, и они даже начинают играть, бросая друг другу крышку от пластиковой бутылки.
Как-то раз ночью во время дождя коробка котёнка разваливается, и он падает на землю. В это время ворота в доме раскрываются, и хозяин выталкивает на улицу окровавленного питбуля, по всей видимости, участвовавшего в собачьих боях. Тот приближается к котёнку, запутавшемуся в мусоре. Увидев оскаленные клыки питбуля, который освобождает котёнка, он, тем не менее, пугается и царапает собаку когтями. Обиженный, питбуль уходит в конуру. На следующий день котёнок подходит к нему и, хотя питбуль сначала не хочет его видеть, остаётся и ложится рядом. Позже они опять играют вдвоём, а когда хозяин выходит, оба убегают, перепрыгнув через забор.
Котёнок и питбуль играют на улице. К котёнку снова подходит тот же человек, что в начале фильма, и подаёт ему консервную банку с едой. Увидев, что за котёнком подходит питбуль, человек пугается, но затем убеждается, что собака дружелюбна. В конце котёнок и собака показаны вместе с мужчиной и женщиной, взявших их к себе: они сидят на поляне на холме, а перед ними открывается вид на город.